# Phalacropsylla hamata
Phalacropsylla hamata är en loppart som beskrevs av Tipton et Mendez 1968. Phalacropsylla hamata ingår i släktet Phalacropsylla och familjen mullvadsloppor. Inga underarter finns listade i Catalogue of Life.